# 김용진 (1975년)
김용진(1975년 2월 24일~)은 SK 와이번스에서 활동했던 전 트레이닝 코치다.